# Neritos nigricollis
Neritos nigricollis är en fjärilsart som beskrevs av Dognin of Hampson 1901. Neritos nigricollis ingår i släktet Neritos och familjen björnspinnare. Inga underarter finns listade i Catalogue of Life.